# Graham Kennedy
Graham Cyril Kennedy, né le 15 février 1934 à Melbourne et mort le 25 mai 2005 à Bowral en Nouvelle-Galles du Sud, est un artiste australien et interprète de variétés ainsi qu'une personnalité vedette de radio, du théâtre, de télévision et du cinéma.

## Filmographie
- 1983 : The Return of Captain Invincible de Philippe Mora
- 1984 : La Déchirure de Roland Joffé : Dougal
- 1987 : Travelling North, de Carl Schultz : Freddie